# 드네프르강의 달밤
《드네프르강의 달밤》(러시아어: Лунная ночь на Днепре, 영어: Moonlit Night on the Dnieper) 또는 《드니프로강의 달밤》(영어: Moonlit Night on the Dnipro)은 러시아의 화가 아르힙 쿠인지가 1880년에 그린 유화 작품이다.

## 설명
이 그림은 보름달이 뜬 밤의 드네프르 강둑을 묘사하고 있다. 수평선이 크게 낮아져서 그림의 많은 부분이 하늘로 채워졌으며 강물에는 달빛이 반사되었다.

## 역사
쿠인지는 1880년 여름과 가을에 이 그림을 그리기 시작했다. 그는 이 그림을 그리기 시작한 후, 매주 일요일 2시간 동안 자신의 작업실을 대중에게 공개해 자신의 작업 과정을 보고 싶어하는 사람들을 불러 모았다. 이 그림이 대중에 공개되기 전에 이미 콘스탄틴 콘스탄티노비치 대공이 작업장에서 이 그림을 구입했다. 쿠인지가 이 그림을 그리는 동안 기자와 이반 투르게네프, 야코프 폴론스키, 이반 크람스코이, 드미트리 멘델레예프 등 그의 친구 몇 명은 작업실을 방문해 작품을 살펴보았다.
이 그림은 상트페테르부르크의 황립 예술 장려 협회 홀에서 전시되었다. 쿠인지는 그림의 조명에 세심한 주의를 기울였으며, 특히 '달밤'에 더욱 주의를 기울였다. 그림을 벽에 걸치고, 창문 커튼을 내려 외부 빛을 차단했으며, 그림의 특징을 강조하기 위해 그림 중앙에 인공 조명을 설치했다.
특이하게도 이 전시회의 유일한 그림이었던 이 작품은 그림의 크기도 작고 단순한 풍경을 그린 그림임에도 불구하고, 이 그림을 보기 위해 많은 군중이 밖에서부터 긴 줄을 섰고, 관람객들은 군중에 휩쓸리는 것을 피하기 위해 제한 인원으로 들어가야 했다. 일부 전해지는 바에 따르면 관람객들은 달빛이 너무나 사실적이어서 그림이 램프를 이용해 뒤에서 비춰진 것이라고 믿었고, 전시 기간 동안 빛의 근원을 찾으려고 노력했다고 한다.